# Satyendra Kapoor
Pour les articles homonymes, voir Kapoor.
Satyen Kappu (14 janvier 1931 - 27 octobre 2007), connu également sous le nom de Satyendra Kapoor, est un acteur indien de Bollywood. Son rôle le plus connu est Ramlal dans le classique indien Sholay (1975) ou encore le rôle du père d'Amitabh Bachchan dans le film Deewaar de Yash Chopra. Il a également joué dans de nombreux films dont Kati Patang, Mausam, Yaadon Ki Baraat, Khote Sikkay, Don, Raaste Ka Patthar, Benaam, Zanjeer, Majboor, Namak Halaal, Kaala Patthar, Dil, Mann et Mr. Natwarlal.